# Список персонажів телесеріалу «Надприродне»
«Надприродне» — американський телевізійний драматичний фантастичний серіал, створений сценаристом і продюсером Еріком Кріпке.
У «Надприродному» два головних герої: Сем Вінчестер (у виконанні Джареда Падалекі) і Дін Вінчестер (у виконанні Дженсена Еклза). Брати Вінчестери є мисливцями, які подорожують по Сполучених Штатах, переважно на Середньому Заході, на чорній машині Chevy Impala 1967 року, щоб полювати на привидів, демонів, перевертнів, вампірів, відьом та інших надприродних створінь. Протягом усіх сезонів брати борються зі злом та рятують невинних людей.
Персонажі, які часто допомагають братам включають мисливця Боббі Сінгер (який стає названим батьком Сема і Діна після другого сезону) та Кастіеля (Ангел Господній). Серіал також показував повторювані появи інших ангелів, демонів і мисливців.

## Основний акторський склад
| Персонаж      | Актор             | Сезони            | Сезони            | Сезони            | Сезони            | Сезони            | Сезони               | Сезони               | Сезони               | Сезони               | Сезони            | Сезони            | Сезони            | Сезони            | Сезони            |
| Персонаж      | Актор             | 1                 | 2                 | 3                 | 4                 | 5                 | 6                    | 7                    | 8                    | 9                    | 10                | 11                | 12                | 13                | 14                |
| ------------- | ----------------- | ----------------- | ----------------- | ----------------- | ----------------- | ----------------- | -------------------- | -------------------- | -------------------- | -------------------- | ----------------- | ----------------- | ----------------- | ----------------- | ----------------- |
| Сем Вінчестер | Джаред Падалекі   | Основний персонаж | Основний персонаж | Основний персонаж | Основний персонаж | Основний персонаж | Основний персонаж    | Основний персонаж    | Основний персонаж    | Основний персонаж    | Основний персонаж | Основний персонаж | Основний персонаж | Основний персонаж | Основний персонаж |
| Дін Вінчестер | Дженсен Еклз      | Основний персонаж | Основний персонаж | Основний персонаж | Основний персонаж | Основний персонаж | Основний персонаж    | Основний персонаж    | Основний персонаж    | Основний персонаж    | Основний персонаж | Основний персонаж | Основний персонаж | Основний персонаж | Основний персонаж |
| Кастіель      | Міша Коллінз      | Не з'являється    | Не з'являється    | Не з'являється    | Основний персонаж | Основний персонаж | Основний персонаж    | Основний персонаж    | Основний персонаж    | Основний персонаж    | Основний персонаж | Основний персонаж | Основний персонаж | Основний персонаж | Основний персонаж |
| Рубі          | Женев'єв Падалекі | Не з'являється    | Не з'являється    | Основний персонаж | Основний персонаж | Не з'являється    | Не з'являється       | Не з'являється       | Не з'являється       | Не з'являється       | Не з'являється    | Не з'являється    | Не з'являється    | Не з'являється    | Не з'являється    |
| Бела Талбот   | Лорен Коен        | Не з'являється    | Не з'являється    | Основний персонаж | Не з'являється    | Не з'являється    | Не з'являється       | Не з'являється       | Не з'являється       | Не з'являється       | Не з'являється    | Не з'являється    | Не з'являється    | Не з'являється    | Не з'являється    |
| Кроулі        | Марк Шеппард      | Не з'являється    | Не з'являється    | Не з'являється    | Не з'являється    | Запрошена зірка   | Періодичний персонаж | Періодичний персонаж | Періодичний персонаж | Періодичний персонаж | Основний персонаж | Основний персонаж | Основний персонаж | Не з'являється    | Не з'являється    |
| Джек Клайн    | Александр Калвент | Не з'являється    | Не з'являється    | Не з'являється    | Не з'являється    | Не з'являється    | Не з'являється       | Не з'являється       | Не з'являється       | Не з'являється       | Не з'являється    | Не з'являється    | Не з'являється    | Основний персонаж | Основний персонаж |

## Повторювані персонажі
| Джон Вінчестер | Джеффрі Дін Морган  | Періодичний персонаж | Запрошена зірка      | Запрошена зірка      | Запрошена зірка      | Запрошена зірка      | Не з'являється       | Не з'являється       | Запрошена зірка      | Не з'являється       | Не з'являється       | Запрошена зірка      | Не з'являється       | Не з'являється       | Запрошена зірка      |                 |                |                |                |
| Мері Вінчестер | Саманта Сміт        | Запрошена зірка      | Запрошена зірка      | Запрошена зірка      | Запрошена зірка      | Не з'являється       | Запрошена зірка      | Не з'являється       | Не з'являється       | Не з'являється       | Не з'являється       | Запрошена зірка      | Періодичний персонаж | Періодичний персонаж | Періодичний персонаж |                 |                |                |                |
| Боббі Сінгер   | Джим Бівер          | Запрошена зірка      | Періодичний персонаж | Періодичний персонаж | Періодичний персонаж | Періодичний персонаж | Періодичний персонаж | Періодичний персонаж | Запрошена зірка      | Запрошена зірка      | Запрошена зірка      | Запрошена зірка      | Запрошена зірка      | Запрошена зірка      | Запрошена зірка      |                 |                |                |                |
| Еллен Харвелл  | Саманта Ферріс      | Не з'являється       | Періодичний персонаж | Не з'являється       | Не з'являється       | Запрошена зірка      | Запрошена зірка      | Не з'являється       | Не з'являється       | Не з'являється       | Не з'являється       | Не з'являється       | Не з'являється       | Не з'являється       | Не з'являється       |                 |                |                |                |
| Джо Харвелл    | Алона Тал           | Не з'являється       | Періодичний персонаж | Не з'являється       | Не з'являється       | Запрошена зірка      | Не з'являється       | Запрошена зірка      | Не з'являється       | Не з'являється       | Не з'являється       | Не з'являється       | Не з'являється       | Не з'являється       | Не з'являється       | Не з'являється  |                |                |                |
| Руфус Тернер   | Стівен Вільямс      | Не з'являється       | Не з'являється       | Запрошена зірка      | Не з'являється       | Запрошена зірка      | Запрошена зірка      | Запрошена зірка      | Не з'являється       | Не з'являється       | Запрошена зірка      | Не з'являється       | Не з'являється       | Не з'являється       | Не з'являється       | Не з'являється  | Не з'являється | Не з'являється | Не з'являється |
| Памела Барнс   | Трейсі Дінвідді     | Не з'являється       | Не з'являється       | Не з'являється       | Періодичний персонаж | Запрошена зірка      | Не з'являється       | Не з'являється       | Не з'являється       | Не з'являється       | Не з'являється       | Не з'являється       | Не з'являється       | Не з'являється       | Не з'являється       |                 |                |                |                |
| Анна Мілтон    | Джулі Макнівен      | Не з'являється       | Не з'являється       | Не з'являється       | Періодичний персонаж | Запрошена зірка      | Не з'являється       | Не з'являється       | Не з'являється       | Не з'являється       | Не з'являється       | Не з'являється       | Не з'являється       | Не з'являється       | Не з'являється       |                 |                |                |                |
| Чак Ширлі      | Роб Бенедикт        | Не з'являється       | Не з'являється       | Не з'являється       | Запрошена зірка      | Періодичний персонаж | Не з'являється       | Не з'являється       | Не з'являється       | Не з'являється       | Запрошена зірка      | Періодичний персонаж | Не з'являється       | Не з'являється       | Запрошена зірка      |                 |                |                |                |
| Люцифер        | Марк Пеллегріно     |                      |                      |                      |                      |                      |                      |                      |                      |                      |                      |                      |                      |                      |                      |                 |                |                |                |
| Гавриїл        | Річард Сп. Молодший | Не з'являється       | Запрошена зірка      | Запрошена зірка      | Не з'являється       | Періодичний персонаж | Не з'являється       | Не з'являється       | Не з'являється       | Запрошена зірка      | Не з'являється       | Не з'являється       | Не з'являється       | Періодичний персонаж | Не з'являється       |                 |                |                |                |
| Михаїл         | Крістіан Кіз        | Не з'являється       | Не з'являється       | Не з'являється       | Не з'являється       | Запрошена зірка      | Не з'являється       | Не з'являється       | Не з'являється       | Не з'являється       | Не з'являється       | Не з'являється       | Не з'являється       | Періодичний персонаж | Періодичний персонаж |                 |                |                |                |
| Бальтазар      | Себастьян Роше      | Не з'являється       | Не з'являється       | Не з'являється       | Не з'являється       | Не з'являється       | Періодичний персонаж | Не з'являється       | Не з'являється       | Не з'являється       | Не з'являється       | Не з'являється       | Не з'являється       | Не з'являється       | Не з'являється       | Не з'являється  | Не з'являється |                |                |
| Кевін Трен     | Осрік Чау           | Не з'являється       | Не з'являється       | Не з'являється       | Не з'являється       | Не з'являється       | Не з'являється       | Запрошена зірка      | Періодичний персонаж | Періодичний персонаж | Не з'являється       | Запрошена зірка      | Не з'являється       | Запрошена зірка      | Не з'являється       | Не з'являється  |                |                |                |
| Джоді Міллс    | Кім Роудс           | Не з'являється       | Не з'являється       | Не з'являється       | Не з'являється       | Запрошена зірка      | Запрошена зірка      | Періодичний персонаж | Запрошена зірка      | Запрошена зірка      | Запрошена зірка      | Запрошена зірка      | Запрошена зірка      | Періодичний персонаж | Запрошена зірка      |                 |                |                |                |
| Метатрон       | Кертіс Армстронг    | Не з'являється       | Не з'являється       | Не з'являється       | Не з'являється       | Не з'являється       | Не з'являється       | Не з'являється       | Періодичний персонаж | Періодичний персонаж | Періодичний персонаж | Періодичний персонаж | Не з'являється       | Не з'являється       | Не з'являється       |                 |                |                |                |
| Наомі          | Аманда Таппінг      | Не з'являється       | Не з'являється       | Не з'являється       | Не з'являється       | Не з'являється       | Не з'являється       | Не з'являється       | Періодичний персонаж | Не з'являється       | Не з'являється       | Не з'являється       | Не з'являється       | Запрошена зірка      | Запрошена зірка      |                 |                |                |                |
| Ханна          | Еріка Керролл       | Не з'являється       | Не з'являється       | Не з'являється       | Не з'являється       | Не з'являється       | Не з'являється       | Не з'являється       | Не з'являється       | Періодичний персонаж | Періодичний персонаж | Запрошена зірка      | Не з'являється       | Не з'являється       | Не з'являється       |                 |                |                |                |
| Ровена Маклауд | Рут Коннелл         | Не з'являється       | Не з'являється       | Не з'являється       | Не з'являється       | Не з'являється       | Не з'являється       | Не з'являється       | Не з'являється       | Не з'являється       | Періодичний персонаж | Періодичний персонаж | Періодичний персонаж | Періодичний персонаж | Періодичний персонаж |                 |                |                |                |
| Клер Новак     | Кетрін Ньютон       | Не з'являється       | Не з'являється       | Не з'являється       | Запрошена зірка      | Не з'являється       | Не з'являється       | Не з'являється       | Не з'являється       | Не з'являється       | Періодичний персонаж | Запрошена зірка      | Запрошена зірка      | Запрошена зірка      | Не з'являється       |                 |                |                |                |
| Чарлі Бредбері | Ден Феліція         | Не з'являється       | Не з'являється       | Не з'являється       | Не з'являється       | Не з'являється       | Не з'являється       | Запрошена зірка      | Запрошена зірка      | Запрошена зірка      | Періодичний персонаж | Не з'являється       | Не з'являється       | Запрошена зірка      | Запрошена зірка      |                 |                |                |                |
| Амара          | Емілі Своллоу       | Не з'являється       | Не з'являється       | Не з'являється       | Не з'являється       | Не з'являється       | Не з'являється       | Не з'являється       | Не з'являється       | Не з'являється       | Не з'являється       | Періодичний персонаж | Не з'являється       | Не з'являється       | Не з'являється       |                 |                |                |                |
| Артур Кетч     | Девід Гайдн-Джонс   | Не з'являється       | Не з'являється       | Не з'являється       | Не з'являється       | Не з'являється       | Не з'являється       | Не з'являється       | Не з'являється       | Не з'являється       | Не з'являється       | Не з'являється       | Періодичний персонаж | Періодичний персонаж | Запрошена зірка      | Запрошена зірка |                |                |                |
| Келлі Клайн    | Кортні Форд         | Не з'являється       | Не з'являється       | Не з'являється       | Не з'являється       | Не з'являється       | Не з'являється       | Не з'являється       | Не з'являється       | Не з'являється       | Не з'являється       | Не з'являється       | Періодичний персонаж | Запрошена зірка      | Запрошена зірка      |                 |                |                |                |
| Ейлін Ліхі     | Шошанна Стерн       | Не з'являється       | Не з'являється       | Не з'являється       | Не з'являється       | Не з'являється       | Не з'являється       | Не з'являється       | Не з'являється       | Не з'являється       | Не з'являється       | Запрошена зірка      | Запрошена зірка      | Періодичний персонаж | Періодичний персонаж |                 |                |                |                |
| Тоні Бевелл    | Елізабет Блекмор    | Не з'являється       | Не з'являється       | Не з'являється       | Не з'являється       | Не з'являється       | Не з'являється       | Не з'являється       | Не з'являється       | Не з'являється       | Не з'являється       | Періодичний персонаж | Періодичний персонаж | Не з'являється       | Не з'являється       | Не з'являється  |                |                |                |